# Кочубеї

Герб Кочубеїв.

Кочубе́ї  — козацький рід кримськотатарського походження. Заснований беєм Кучуком (Кучук-беєм), що наприкінці 17 століття переїхав з Кримського ханства на постійне проживання до Лівобережної України, де охрестився з ім'ям Андрій. Займав старшинські посади у Війську Запорозькому. 1799 року одна гілка роду отримала дворянський титул графів Російської імперії, а 1831 — титул князів. Рід князів і дворян Кочубеїв був внесений у V і VI частини родовідної книги Полтавської, Чернігівської і Санкт-Петербурзької губерній. На честь роду названий один з видів рідкісних мексиканських кактусів Ariocarpus kotschoubeyanus (укр. Аріокарпус Кочубея).

## Рід
I
- Кучук-бей, він же після хрещення Андрій Кочубей (?—?)

II
- Кочубей Леонтій Андрійович (?—?) — військовий товариш гетьмана Богдана Хмельницького.

III
- Василь Леонтійович Кочубей (1640–1708) — козацький старшина промосковської орієнтації; генеральний писар Війська Запорозького (1687–1699), генеральний суддя (1699–1708). Скараний на горло за донос на гетьмана Івана Мазепи  московським царем Петро І.

+ Жученко Любов Федорівна (?—?) — донька полтавського полковника Федора Івановича Жученка.
IV
- Кочубей Василь Васильович (1680–1743) — козацький старшина, бунчуковий товариш; полтавський полковник (1727–1743)

+ Апостол Марфа (Анастасія) Данилівна (?—?), донька гетьмана Данила Апостола.
- Кочубей Федір Васильович (?—1729) — козацький старшина, бунчуковий товариш.

+ Скоропадська Анастасія Василівна.
- Кочубей Марія Василівна (?—?)

+ Забіла Василій Степанович, небіж гетьмана Івана Мазепи.
- Кочубей Ганна Василівна (?—?)

+ Іван Обидовський, небіж гетьмана Івана Мазепи.
- Кочубей Мотря Василівна (1688–1738) — дочка Василя Кочубея, за легендою кохана гетьмана Івана Мазепи.

+ Чуйкевич Іван Васильович, козак Ніжинського полку.
V
- Кочубей Семен Васильович (1725–1779) — Генеральний обозний (1751—1779 рр.) Глухівського періоду в історії України за правління гетьмана Кирила Розумовського та Другої Малоросійської колегії, Ніжинський полковник (1746—1751 рр.), бунчуковий товариш, генерал-майор (1764 р.), таємний радник (1776 р.)
- Кочубей Василь Васильович (1728–1791) — глухівський предводитель дворянства. Після ліквідації Гетьманщини статський радник.
- Кочубей Павло Васильович (1738–1786): козацький старшина промосковської орієнтації; статський радник, побудував Троїцьку церкву у Диканьці.

VI
- Віктор Павлович Кочубей (1768–1834) — російський державний діяч, граф (з 1799), князь (з 1831), перший державний канцлер внутрішніх справ Російської імперії.
- Кочубей Василь Васильович (1756–1800) — новгород-сіверський губернський маршал.
- Кочубей Михайло Семенович (1751—?) — підполковник.

Кочубеї — Дем'ян (помер 1859) і Олександр (помер 1866) Васильовичі були членами Державної ради.
Кочубей Петро Аркадійович (1825—1882) — син Аркадія, власника маєтку у Згурівці, голова Імператорського технічного товариства.
Кочубей Сергій Вікторович (1820—1880), дійсний статський радник, предводитель дворянства Полтавської губернії князь, попечитель Маріїнської жіночої гімназії.
Кочубей Віктор Сергійович (1860—1923), — син С. В. Кочубея, онук Віктора Павловича, — князь, начальник Головного управління Уділів, генерал-лейтенант, генерал-ад'ютант за правління імператора Миколи II.
Його діти — Віктор (1893—1953), Надія (1894—1967), Софія (1896—1920).